# Шумга 2-я
Шумга 2-я — река в России, протекает по Челябинской области. Устье реки находится в 42 км по левому берегу реки Кусы. Длина реки — 10 км. Высота устья — 401,8 м над уровнем моря.
Система водного объекта: Куса → Ай → Уфа → Белая → Нижнекамское водохранилище → Кама → Волга → Каспийское море.

## Данные водного реестра
По данным государственного водного реестра России относится к Камскому бассейновому округу, водохозяйственный участок реки — Ай от истока и до устья, речной подбассейн реки — Белая. Речной бассейн реки — Кама.
Код объекта в государственном водном реестре — 10010201012111100021603.